# Sutton, Kent
Sutton är en ort och civil parish i grevskapet Kent i sydöstra England. Orten ligger i distriktet Dover, cirka 5,5 kilometer sydväst om Deal. Civil parishen hade 745 invånare vid folkräkningen år 2021.
I civil parishen ligger även orten East Studdal och byn Little Mongeham.